# Lípy na Jalovém dvoře
Lípy na Jalovém dvoře je dvojice památných stromů lip velkolistých (Tilia platyphyllos), která roste v zaniklé osadě Jalový Dvůr, obce Broumov v okrese Tachov v Plzeňském kraji. Stromy rostou na okraji listnatého remízu na severozápadní straně luční enklávy zaniklé osady. Jen několik metrů od památných stromů stojí pomník obětí první světové války, ale již bez desky se jmény. Osadu se po druhé světové válce a odsunu německého obyvatelstva nepodařilo dosídlit a to i kvůli blízkosti hraničního pásma a tak spolu s tímto pomníkem a dalším pomníkem z roku 1906, stojícím západně nad bývalou osadou, připomínají právě památné lípy zaniklou osadu Jalový Dvůr.
Husté a rozložité koruny stromů sahají do výšky 20 m (resp. 23 m). Obvody kmenů měří 431 cm (resp. 484 cm) (měření 2009). V roce 2009 bylo stáří stromů odhadováno na 150 let. Lípy jsou chráněné od roku 2009 jako esteticky zajímavé a historicky důležité stromy, krajinné dominanty a jako významný krajinný prvek.

## Stromy vokolí
- Broumovský smrk
- Broumovské smrky v Hamerském údolí
- Broumovský jasan
- Dubová alej pod Broumovem
- Chodovská lípa u Hamerského potoka